# Военно-исторический музей (Вена)
Венский военно-исторический музей (нем. Heeresgeschichtliches Museum) — австрийский музей военной истории, находящийся в Вене. Музей был спроектирован датским архитектором Теофилом фон Хансеном. Этот музей претендует на звание старейшего и величайшего военно-исторического музея в мире. Его коллекция включает одно из наиболее крупных собраний бронзовых пушек и посвящена военной истории Австрии с XVI века до 1945 года.
Музей находится в пределах венского Арсенала в районе Ландштрассе, недалеко от дворцового комплекса Бельведер. Он был построен в неовизантийском и неоготическом стилях (проявление эклектики) между 1850 и 1856 годами по приказу императора Франца Иосифа I после того, как старый городской гарнизон был разрушен во время революции 1848 года. Музей, находясь в центре Арсенала, должен был хранить информацию о победах Австрии и её предводителях. Здание составляют пять главных частей: главный зал, посвящённый памяти военачальников, и четыре зала для проведения выставок. Бронзовые пушки выставлены снаружи музея.

## Экспозиции
- Зал № 1 — от Тридцатилетней войны до Евгения Савойского (XVI век −1700): Австро-турецкие войны XVI—XVIII веков
- Зал № 2 — Войны за испанское наследство и Мария Терезия (1701—1789)
- Зал № 3 — Революции (1789—1848): русско-турецкая война (1787—1791), Наполеоновские войны, Венский конгресс, Революция 1848—1849 годов в Австрийской империи
- Зал № 4 — фельдмаршал Радецкий и его время (1848—1866).
- Зал № 5 — Франц Иосиф и Сараевское убийство (1867—1914)
- Зал № 6 — Первая мировая война и конец Габсбургской монархии (1914—1918)
- Зал № 7 — Республика и диктатура (1918—1945): посвящён Первой Австрийской Республике и Второй мировой войне
- Зал № 8 — Военно-морская мощь Австрии посвящён Военно-морским силам Австро-Венгрии и научным морским экспедициям (Экспедиция Новара 1857—1859 годов, Австро-Венгерская полярная экспедиция 1872—1874 годов)
- На гусеницах и на колёсах (выставка военной техники во дворе)
- Зал артиллерии

Также в музее собрана коллекция живописных картин с батальными сценами, графика.
В Зале полководцев представлены следующие выдающиеся представители военного дела в истории Австрии:
- Леопольд I (ок. 940—994)
- герцог Генрих II (1107—1177)
- герцог Леопольд V (1157—1194)
- герцог Фридрих II (1211—1246)
- король Рудольф I (1218—1291)
- король Альбрехт I (1255—1308)
- герцог Леопольд I (1290—1326)
- Янош Хуньяди (1387—1456)
- Андреас Баумкирхер (1420—1471)
- Ян Искра (ок. 1400—1469/70)
- император Максимилиан I (1459—1519)
- Никлас фон Зальм (1459—1530)
- Георг фон Фрундсберг (1473—1528)
- Вильгельм фон Роггендорф[нем.] (1481—1541)
- император Карл V (1500—1558)
- Миклош Зриньи (1508—1566)
- Хербард VIII фон Ауэршперг[нем.] (1528—1575)
- Лазарус фон Швенди[нем.] (1522—1583)
- Адольф фон Шварценберг (1551—1600)
- Иоганн Церклас Тилли (1559—1632)
- Дампьер, Генрих фон (1580—1620)
- Карл Бонавентура де Лонгваль Бюкуа (1571—1621)
- Альбрехт фон Валленштейн (1583—1634)
- Матиас Галлас (1588—1647)
- Иоганн фон Альдринген (1588—1634)
- Готфрид Паппенгейм (1594—1632)
- Иоганн фон Шпорк (1600—1679)
- Иоганн фон Верт (1591—1652)
- император Фердинанд III (1608—1657)
- Раймондо Монтекукколи (1609—1680)
- Леопольд Вильгельм Австрийский (1614—1662)
- Фридрих, граф Ветерани (1650—1695)
- фельдмаршал Эрнст Рюдигер фон Штаремберг (1638—1701)
- Карл V, Лотарингии (1643—1690)
- маркграф Людвиг Вильгельм фон Баден-Баден (1655—1707)
- граф Гвидо фон Штаремберг (1657—1737)
- принц Евгений Савойский (1663—1736)
- Янош Пальфи фон Эрдёд (1664—1751)
- Отто Фердинанд фон Траун (1677—1748)
- Людвиг Андреас Кевенхюллер (1683—1744)
- Йозеф Венцель I, князь Лихтенштейнский (1696—1772)
- Максимилиан Улисс Броун (1705—1757)
- Леопольд Йозеф Даун (1705—1766)
- Франц Леопольд Надашди (1708—1783)
- Дагоберт Зигмунд Вурмзер (1724—1797)
- Эрнст Гидеон фон Лаудон (1717—1790)
- Франц Мориц фон Ласси (1725—1801)
- Карл, граф Клерфэ (1733—1798)
- Пауль Фрайхерр Край фон Крайова (1735—1804)
- Фридрих Иосия Саксен-Кобург-Заальфельдский (1737—1815)
- Иероним Коллоредо-Мансфельд (1775—1822)
- Иоганн I фон Лихтенштейн (1760—1836)
- Андреас Гофер (1767—1810)
- Винцент Феррер Фридрих фон Бианки (1768—1855)
- эрцгерцог Карл Тешенский (1771—1847)
- Карл Филипп цу Шварценберг (1771—1820)
- Йозеф Радецкий (1766—1858)
- Юлиус Якоб фон Гайнау (1786—1853)
- Альфред Виндишгрец (1787—1862)
- Йосип Елачич фон Бужим (1801—1859)

## Галерея

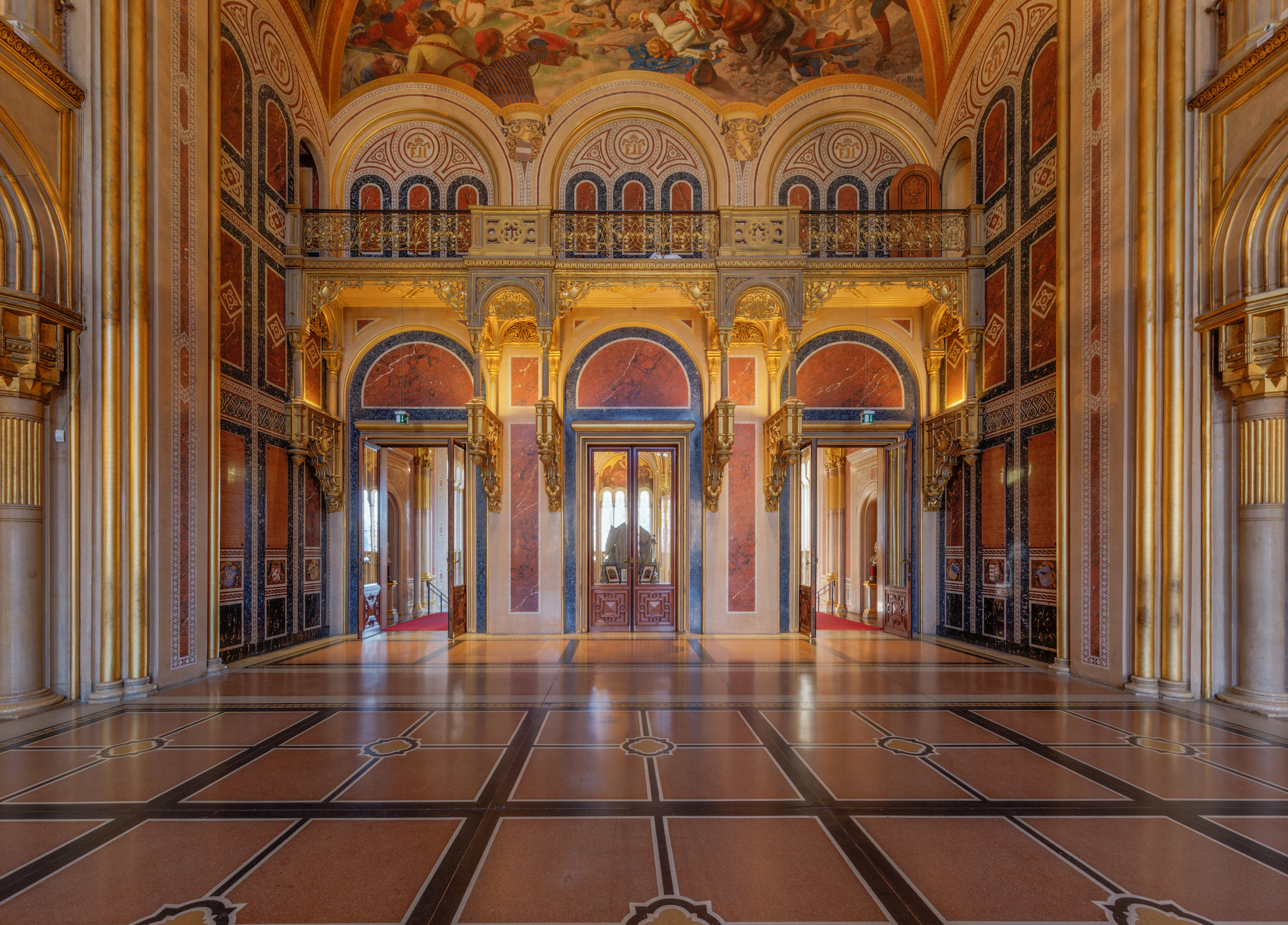
Вход в Зал славы
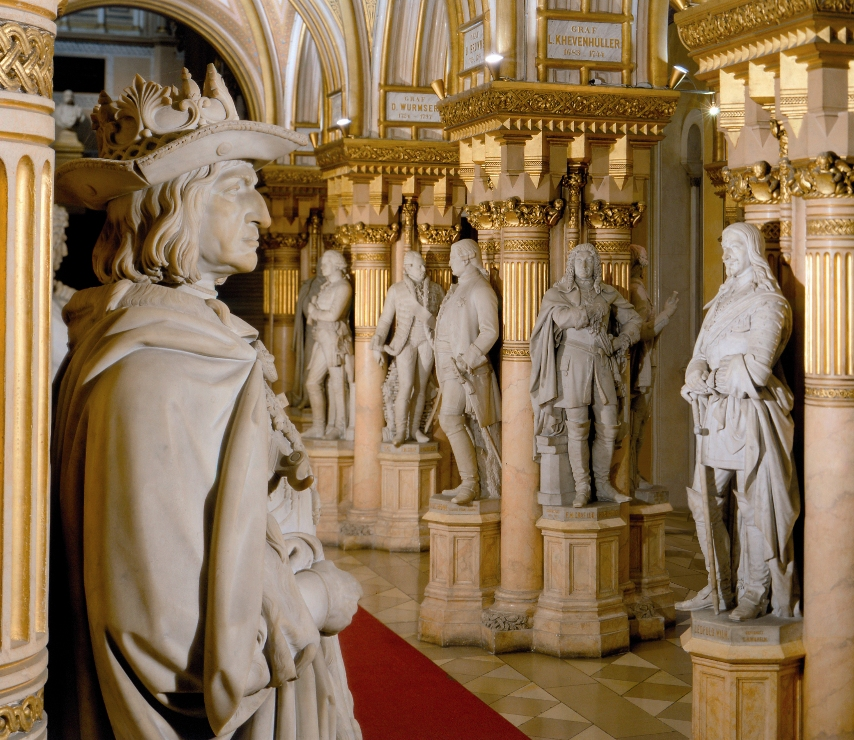
Зал полководцев
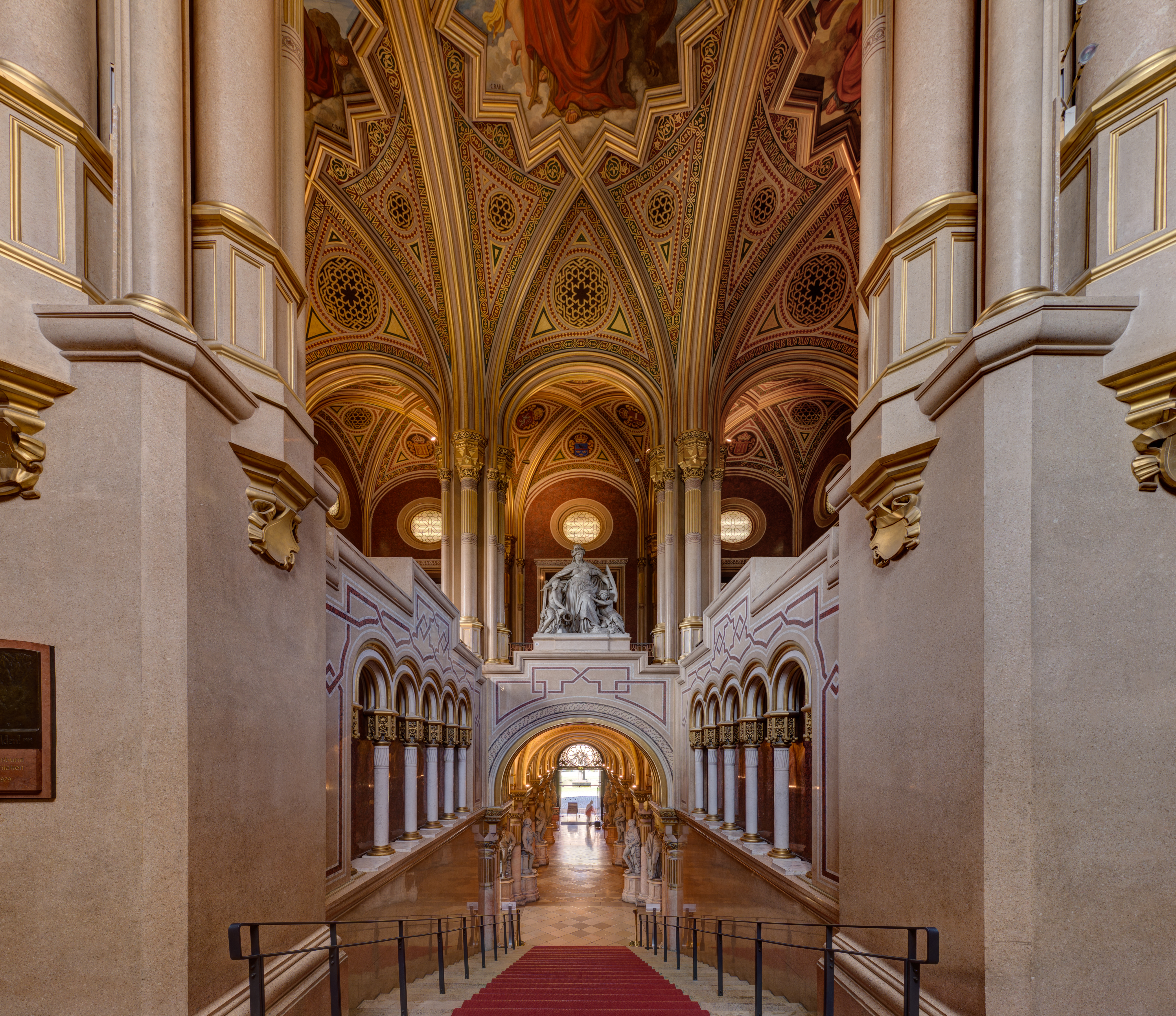
Скульптурное изображение Австрии Йоханнеса Бенка[нем.]
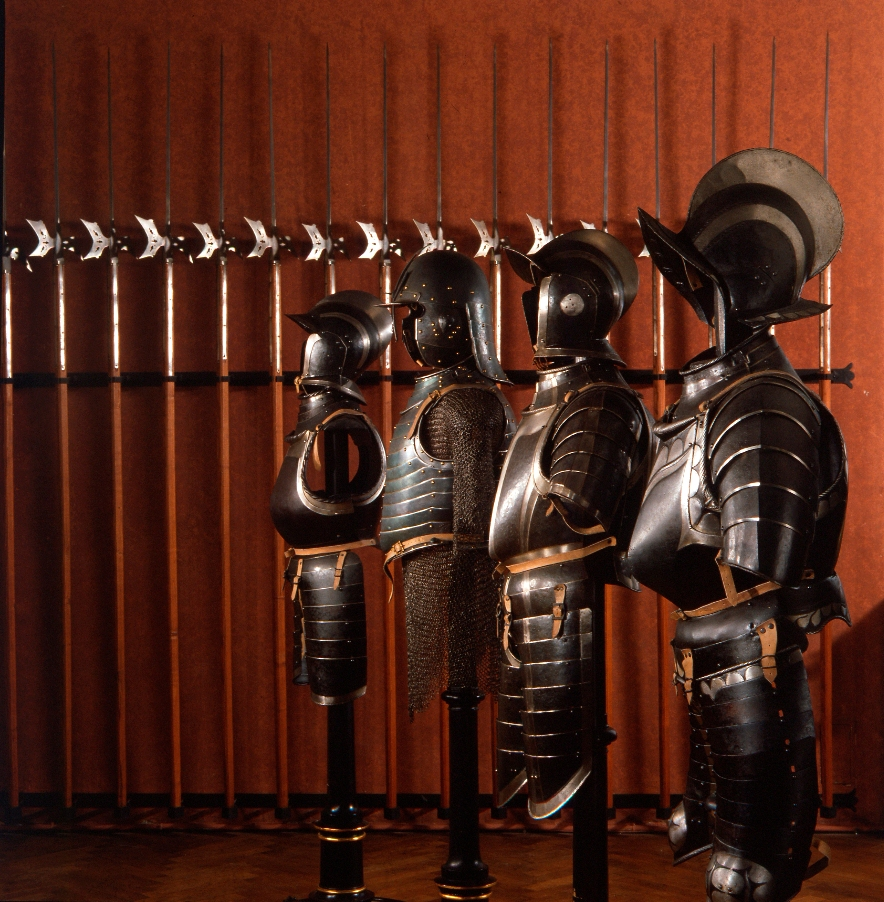
Доспехи, ок. 1600 год
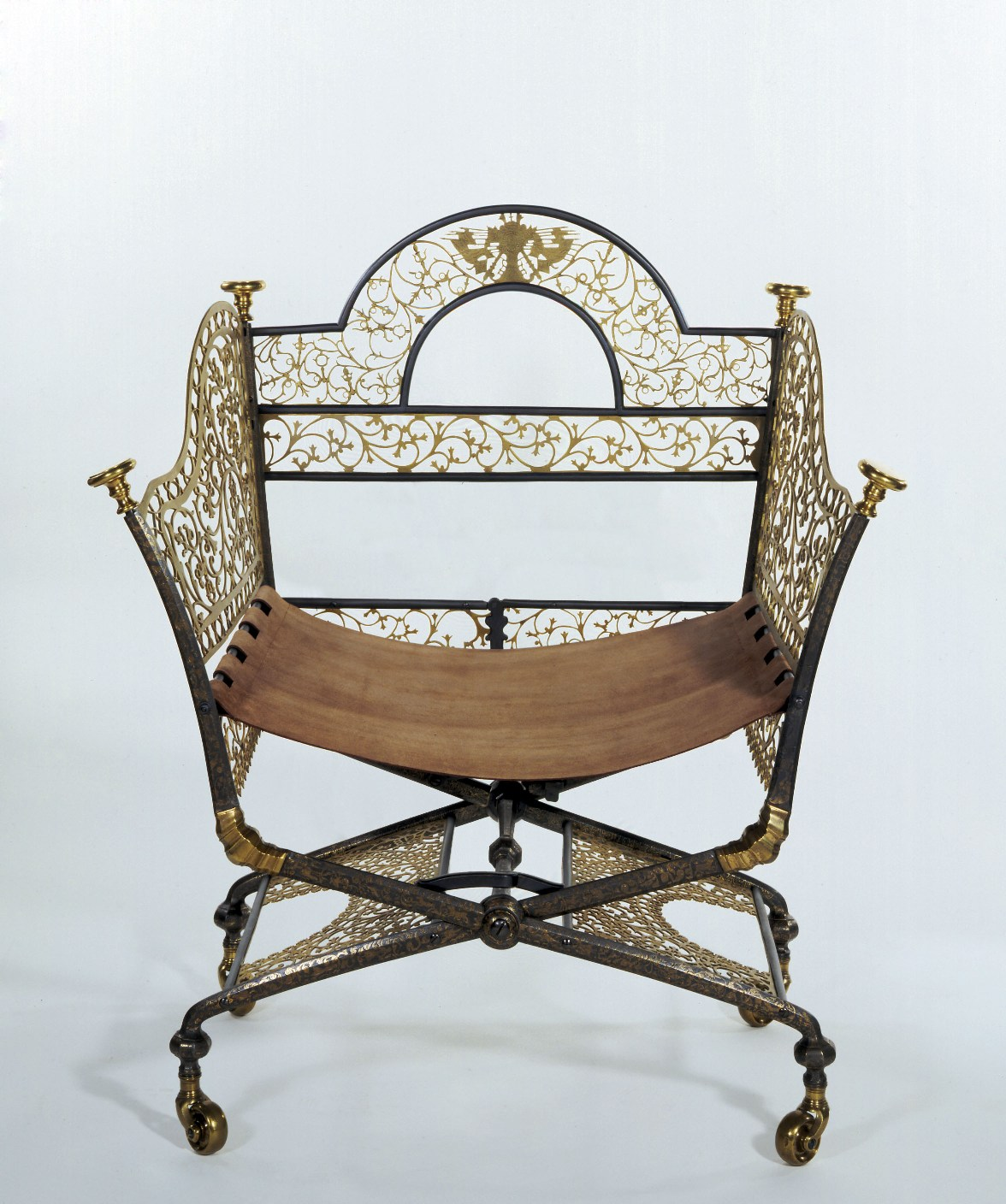
Стул царицы Елизаветы Петровны
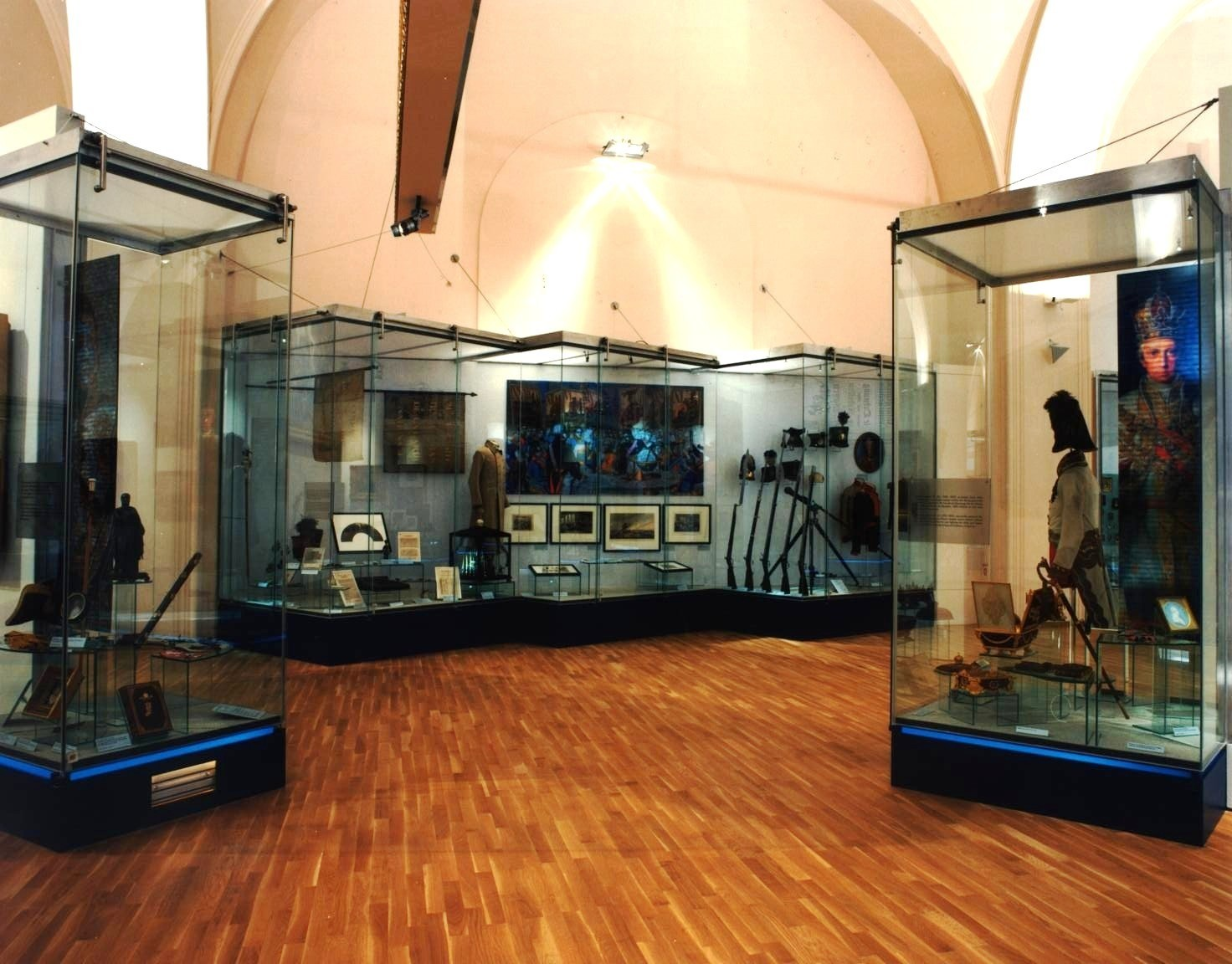
Зал №3
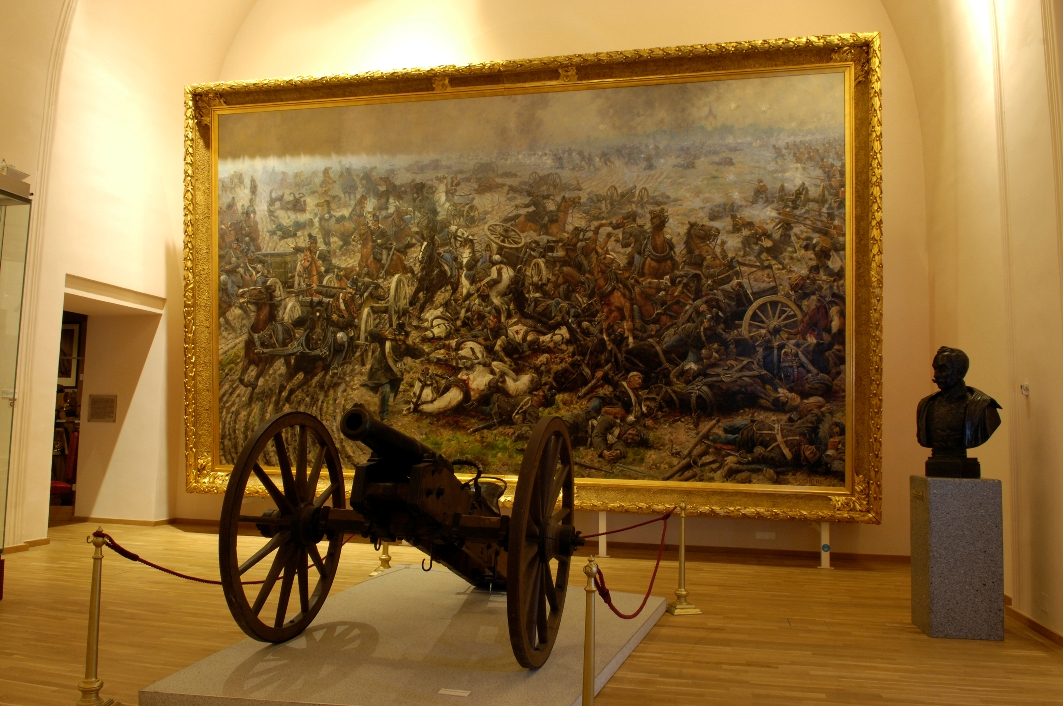
Полевая пушка (Зал №4)
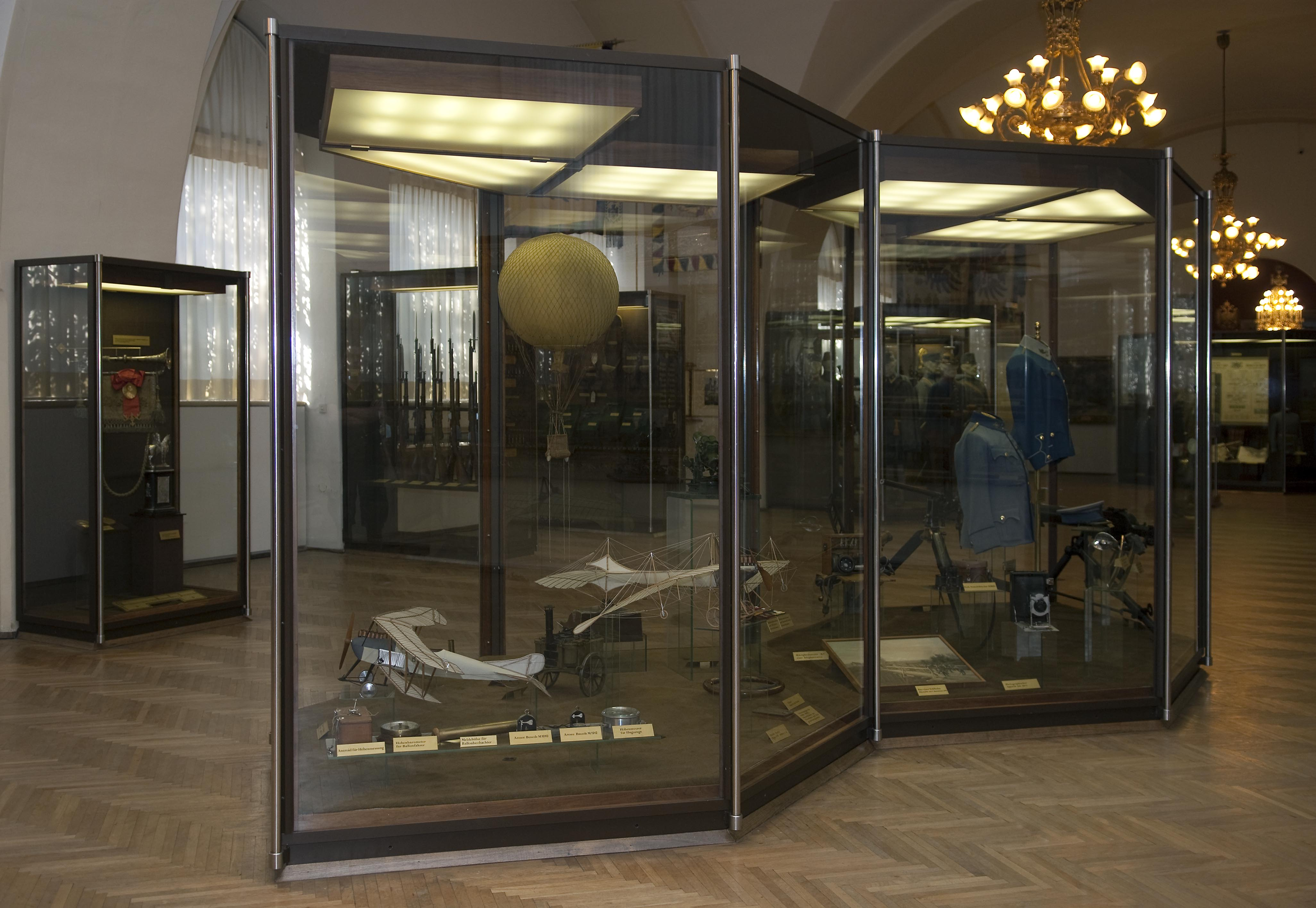
Зал №5
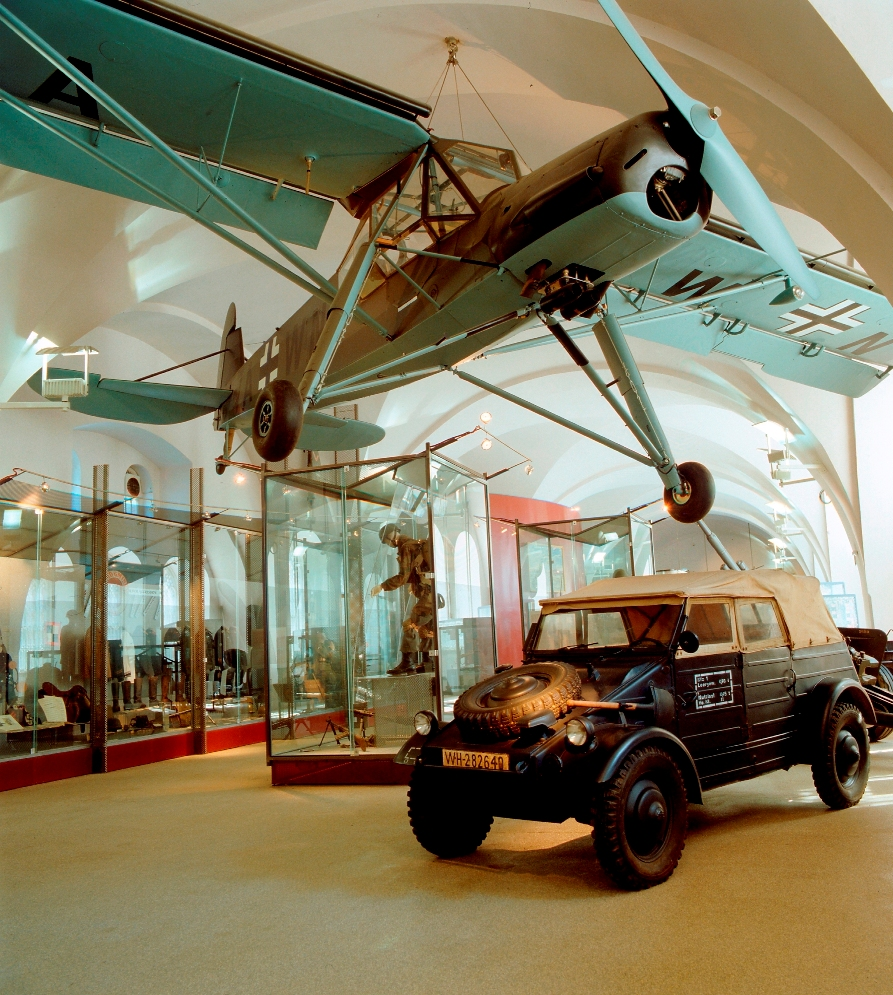
Зал №7
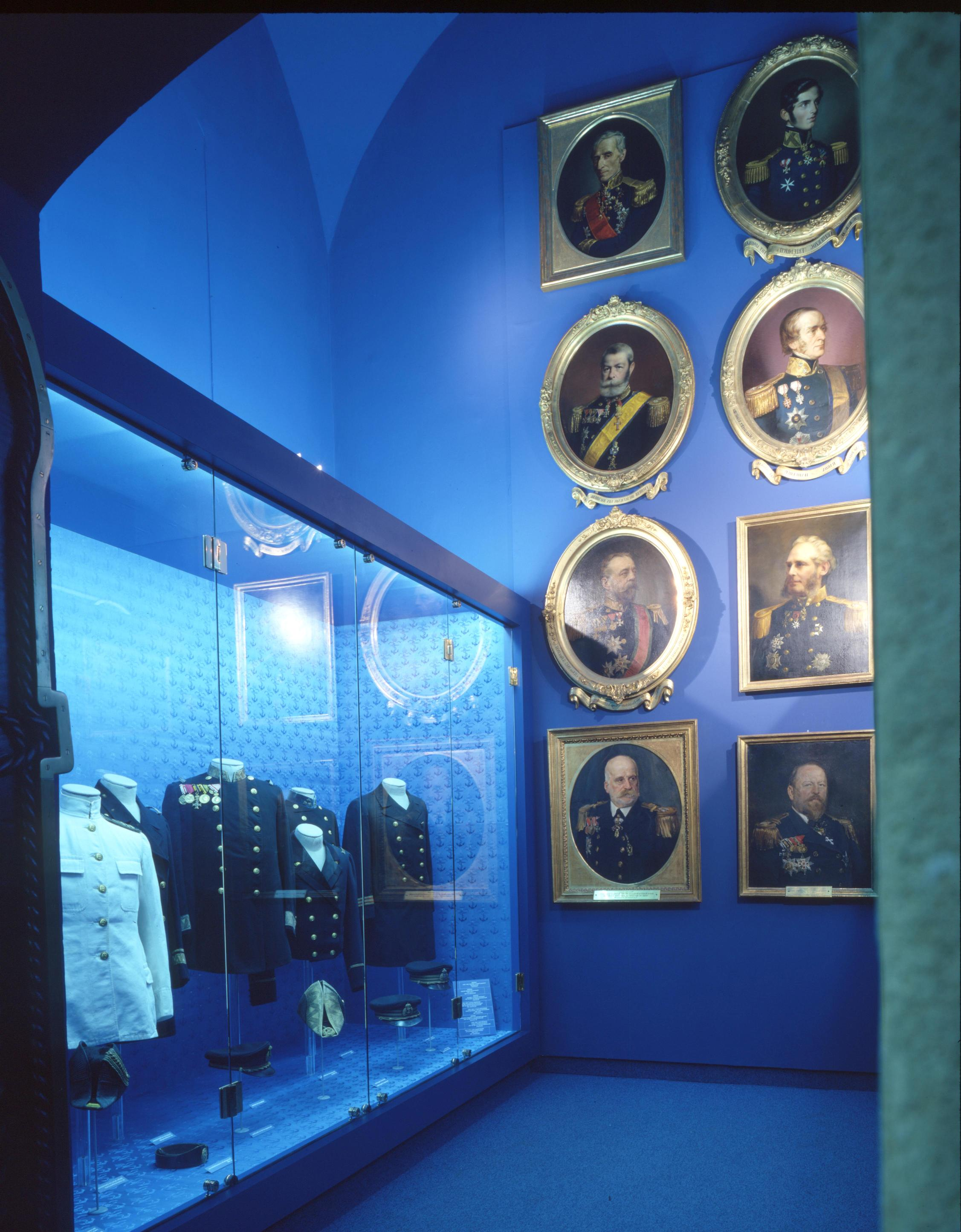
в Зале №8
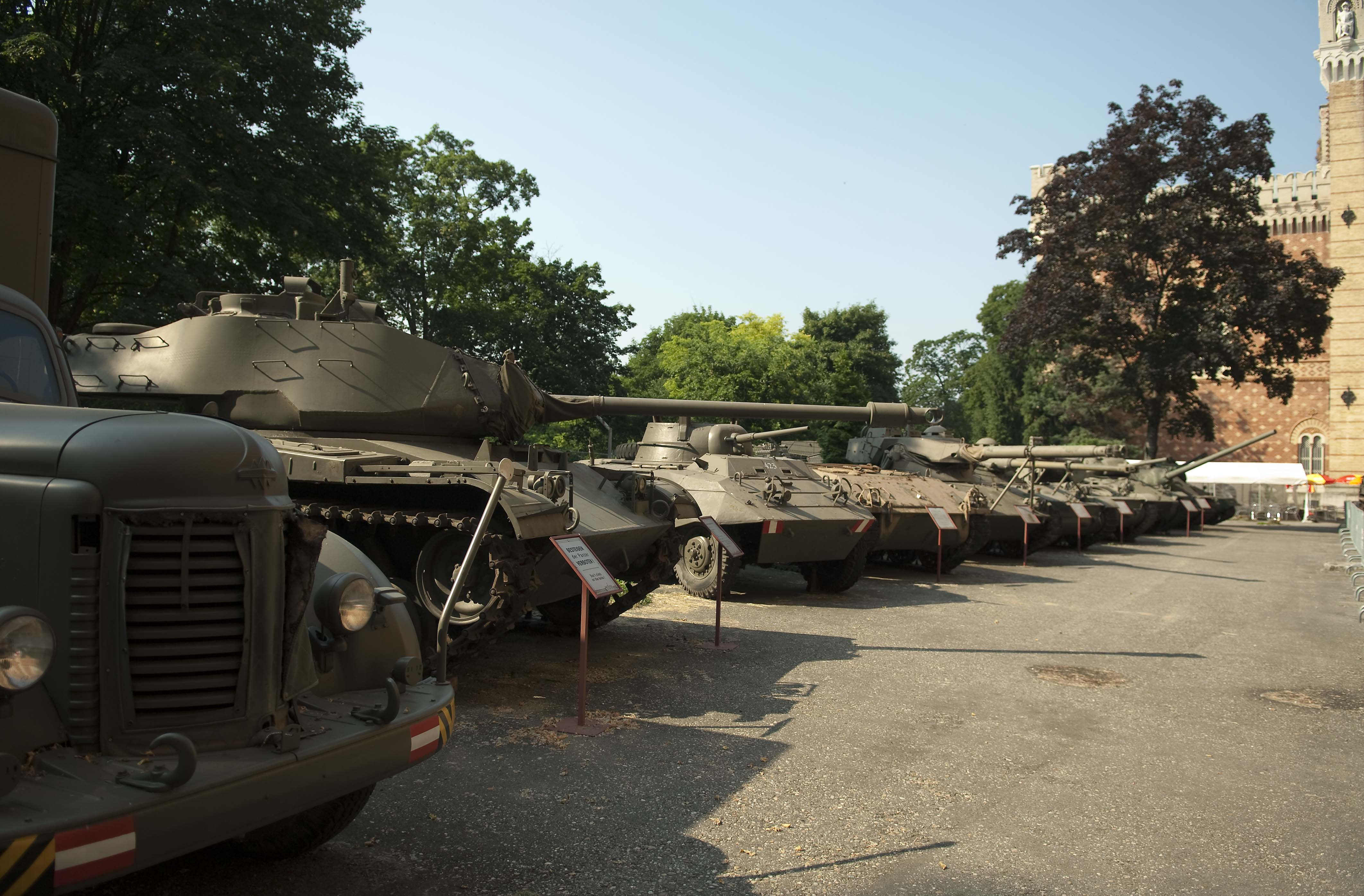
Танки во дворе
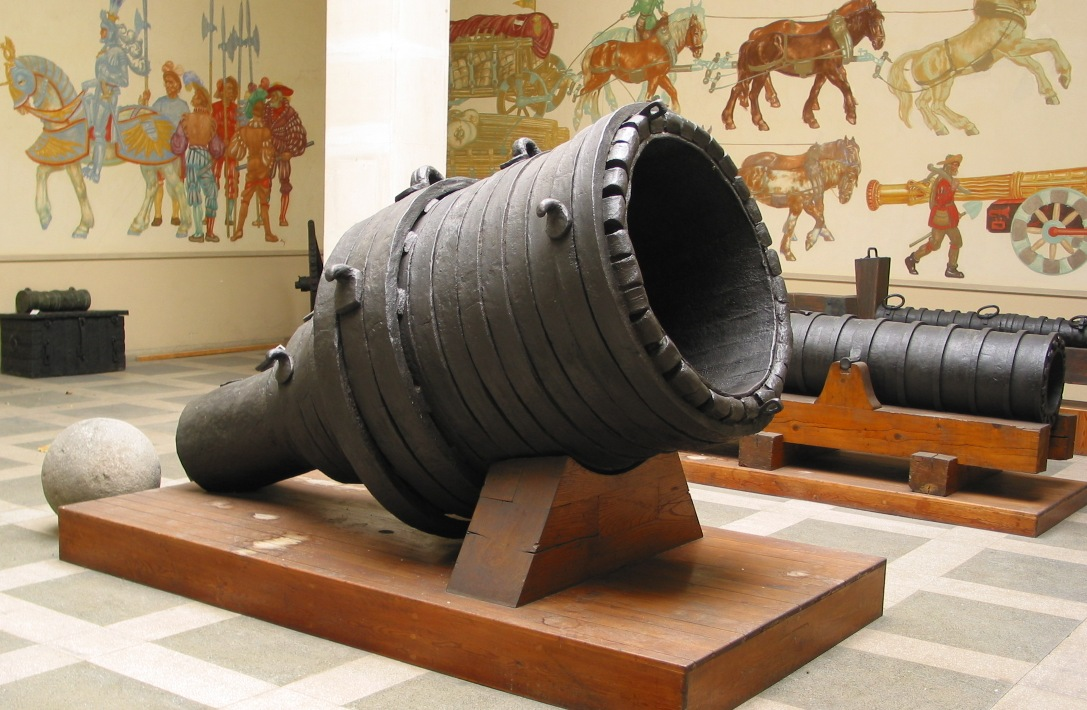
Pumhart von Steyr (бомбарда)
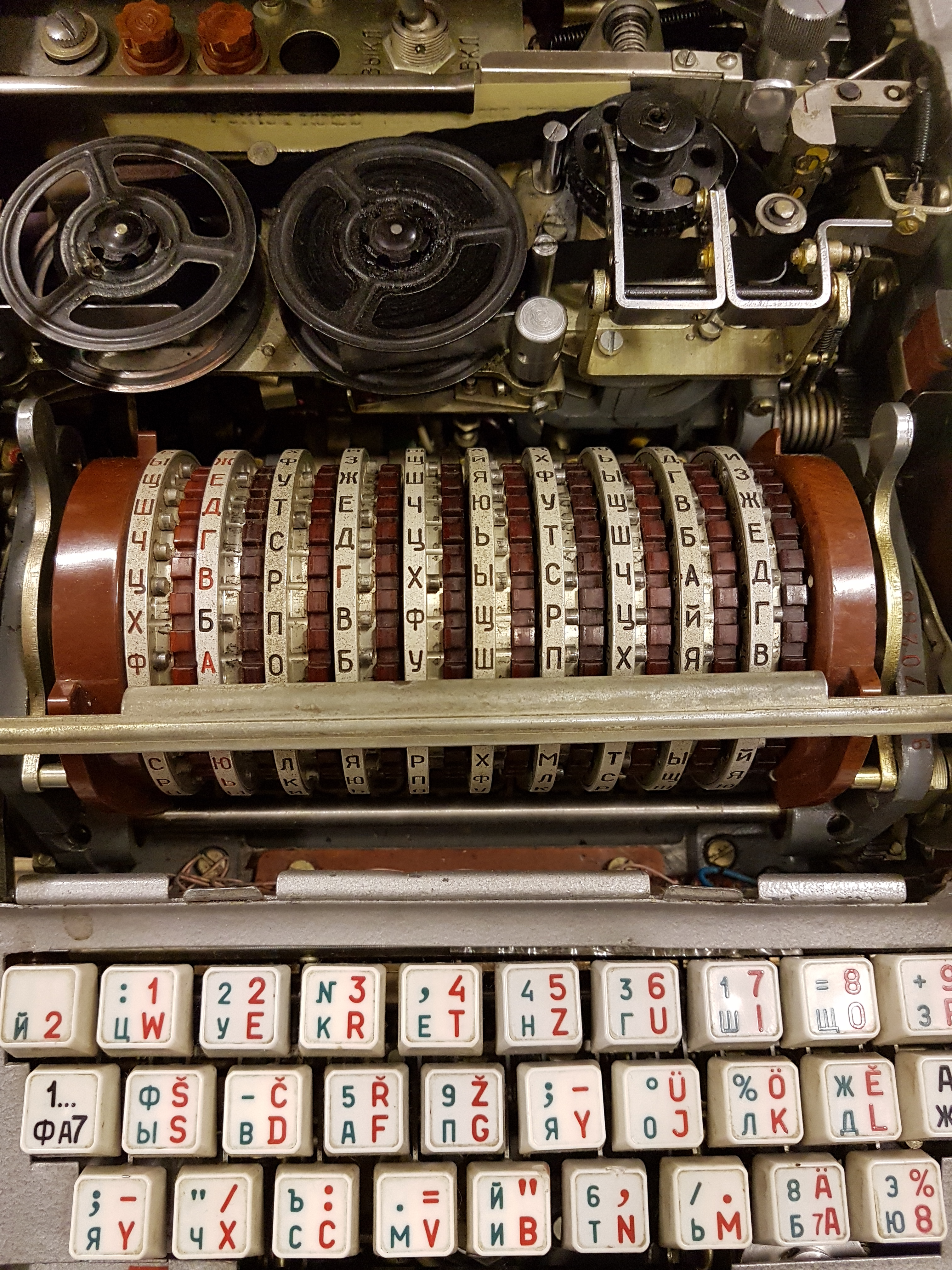
Русская шифровальная машина Фиалка М-125
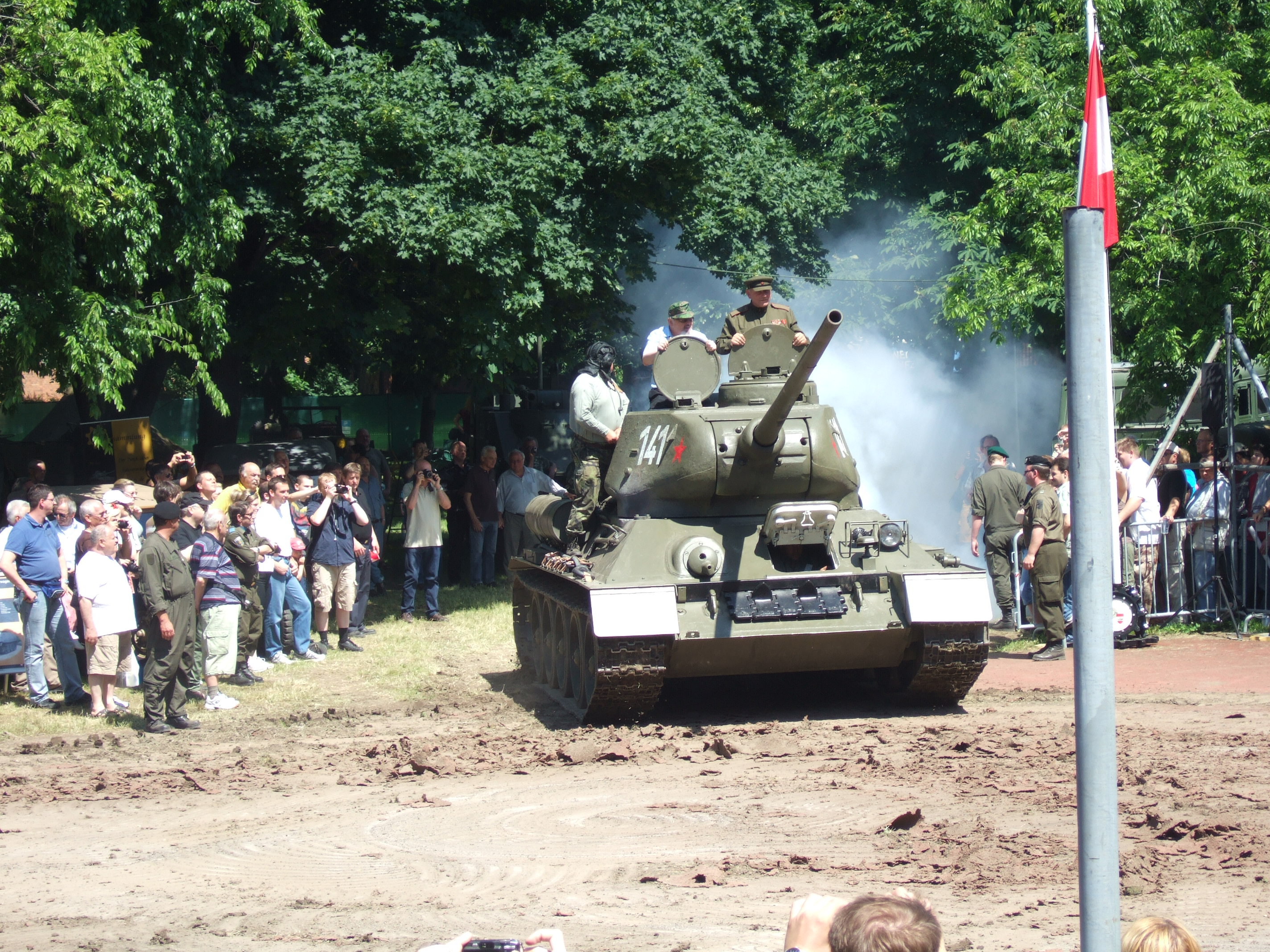
Советский танк Т-34 в "На колёсах и цепях", 2010 год